# Benton (contea di Columbia, Pennsylvania)
Benton è un comune (borough) degli Stati Uniti d'America, situato nello stato della Pennsylvania, nella contea di Columbia.